# Такаку, Уильям
Уильям Такаку — актёр театра, кино и телевидения, сценарист, режиссёр, музыкант и эколог Папуа-Новой Гвинеи. Бакалавр права.

## Биография
Окончил специальный курс в Национальном институте драматического искусства в Сиднее.
Работал директором Национальной театральной компании Папуа — Новая Гвинея.
В соавторстве с Альбертом Торо был соавтором и директором телевизионного мини-сериала «Warriors in Transit» (1992). Руководил провинциальной театральной группой Милн-Бэй (Milne Bay Provincial Theatre Group). Автор либретто к опере «Erberia».
В 1997 году снялся вместе с Пирсом Броснаном в фильме «Робинзон Крузо», в 1998 году появился в роли Магнуса в телевизионном мини-сериале «The Violent Earth».
Как эколог, выступал против разрушения международными лесозаготовительными компаниями нетронутых лесов островов Папуа — Новой Гвинеи.
Умер от сердечного приступа.